# El Arenal, Ixtacomitán
El Arenal är en ort i Mexiko.   Den ligger i kommunen Ixtacomitán och delstaten Chiapas, i den sydöstra delen av landet, 700 km öster om huvudstaden Mexico City. El Arenal ligger 312 meter över havet och antalet invånare är 378.
Terrängen runt El Arenal är huvudsakligen kuperad, men åt sydost är den bergig. Terrängen runt El Arenal sluttar norrut. Runt El Arenal är det ganska tätbefolkat, med 54 invånare per kvadratkilometer. Närmaste större samhälle är Pichucalco, 10,6 km norr om El Arenal. I omgivningarna runt El Arenal växer i huvudsak städsegrön lövskog.